# Naozhuo ledui
Naozhuo yuedui (chinois : 脑浊乐队 ; pinyin : nǎozhuó yuèduì ; litt. « groupe trouble du cerveau », également connu sous le nom anglais de Brain Failure est un group de punk rock chinois fondé en 1997 et basé à Pékin.